# Glossario sulle matrici
Questo glossario sulle matrici riporta termini utilizzati per il trattamento di queste entità matematiche, che rivestono grande importanza in svariate branche e applicazioni della scienza.
Nelle brevi spiegazioni di ogni voce, le matrici sono denotate con una lettera maiuscola (tipo A), e i suoi elementi con la corrispondente minuscola a due pedici (tipo ai,j), di cui il primo indica la riga, e il secondo la colonna dell'elemento stesso.
I lemmi sono in ordine alfabetico senza considerare la parola "matrice" o "matrice di" (per es. la voce "Matrice binaria" va ricercata come "Binaria (matrice)".

## 0 - 9

### (0,1)-matrice
Binaria (matrice)

## A

### A banda (matrice)
Una matrice a banda è una matrice quadrata che ha tutti gli elementi nulli eccetto quelli sulla diagonale principale e su alcune adiacenti sovradiagonali e sottodiagonali (parallele alla diagonale e poste sopra o sotto di essa). Il numero di diagonali contenenti elementi non nulli è l'ampiezza della banda.
Le matrici diagonali, tridiagonali, pentadiagonali, triangolari superiori e inferiori e perfino le matrici quadrate prive di elementi nulli, sono tutti casi particolari di matrici a banda.

### Adiacenze (matrice delle)
La matrice delle adiacenze, o "(0,1)-matrice", di un grafo (semplice oppure orientato) è una matrice quadrata di ordine pari al numero di vertici del grafo, che indica le "adiacenze" dei suoi vertici, ovvero il cui elemento ai,j vale 1 (o vero) se esiste un arco che collega il vertice i al vertice j, altrimenti 0 (o falso).
La matrice delle adiacenze di un grafo semplice è una matrice simmetrica.
È utilizzata per lo sviluppo di algoritmi che agiscono sui grafi orientati.

### Aggiunta (matrice)
La matrice aggiunta (in inglese adjoint) di una matrice A è la sua trasposta coniugata, ovvero la matrice ottenuta applicando (senza un ordine particolare) la trasposizione e il coniugio complesso ad A: {\displaystyle A^{*}={\bar {A}}^{\mathrm {T} }={\overline {A^{\mathrm {T} }}}=({\bar {a}}_{i,j})_{j,i}}.
Talvolta, ovvero quando A* viene ambiguamente utilizzato per indicare la matrice coniugata di A, la matrice aggiunta di A è indicata {\displaystyle A^{\dagger }}.
Anche la matrice trasposta della matrice dei cofattori è detta aggiunta (in inglese adjugate).
Se la matrice A è reale, la matrice aggiunta coincide con la matrice trasposta di A in quanto la coniugata di una matrice reale è la matrice stessa .

### Algebra delle matrici
L'algebra delle matrici è la branca della matematica che si occupa delle proprietà della struttura algebrica delle matrici.
L'algebra delle matrici n × n su un campo k,  è, quindi, una k-algebra: l'insieme è dotato di struttura algebrica definita da una legge interna  additiva e una moltiplicativa e una legge esterna di moltiplicazione per un (qualsivoglia) αεK. In particolare, con le operazioni di somma, prodotto e moltiplicazione per uno scalare αεK,  l'insieme delle matrici quadrate di ordine n e a componenti in un campo k è sostegno di un'algebra  con legge di composizione (associativa) sicché, dotata  delle due leggi di composizione interne, è un anello.
L'insieme delle matrici di dimensioni fissate (n,m) e a componenti in un gruppo commutativo è a sua volta un gruppo commutativo, con l'operazione di composizione elemento per elemento.
L'insieme delle matrici m × n su un campo k con il prodotto scalare definito su esso elemento per elemento è uno spazio vettoriale su k.
L'insieme delle matrici quadrate di ordine n invertibili è associato agli endomorfismi cambio di base di spazio vettoriale (di dimensione n su K).

### Antihermitiana (matrice)
Una matrice antihermitiana, o "emihermitiana", è una matrice quadrata opposta alla propria aggiunta (trasposta coniugata complessa): A* = - A. (Al contrario di una matrice hermitiana, o autoaggiunta, per la quale A*=A.)

### Antisimmetrica (matrice)
Una matrice antisimmetrica, o "emisimmetrica", è una matrice quadrata opposta alla propria trasposta: At = - A. (Al contrario di una matrice simmetrica, per la quale At = A).
Per ogni matrice quadrata A, la matrice A-At è antisimmetrica.

### Associata ad una trasformazione (matrice)
La matrice associata ad una trasformazione lineare tra due spazi vettoriali con basi fissate, detta anche solo "matrice di trasformazione", è la matrice che rappresenta la trasformazione rispetto alle basi.

### Autoaggiunta (matrice)
Una matrice autoaggiunta, o "matrice hermitiana" è una matrice quadrata uguale alla propria matrice aggiunta: A* = A.

### Autovalore e autovettore
Un autovettore di una matrice (quadrata) A (considerata come matrice associata a una trasformazione lineare) è un vettore v che viene mandato dalla trasformazione associata ad A in un multiplo scalare di se stesso: Av=λv.
Un autovalore di A è uno scalare λ per cui il sistema lineare Av=λv possiede una soluzione v non nulla.
L'insieme degli autovalori di una matrice è dato dal suo polinomio caratteristico. L'insieme degli autovettori di autovalore λ è dato dalle soluzioni del sistema lineare Av=λv.

## B

### Bimatrice
Una bimatrice è un tensore m × n × 2 (oppure due matrici m × n) rappresentato come una matrice i cui elementi sono coppie ordinate di valori. Viene utilizzata in teoria dei giochi per rappresentare, in funzione delle scelte di strategia dei due giocatori, i loro rispettivi profitti (in inglese payoff).

### Binaria (matrice)
Una matrice binaria, o "(0,1)-matrice", è una matrice i cui elementi sono scelti tra 0 e 1.

### Blocchi (matrice a)
Una matrice a blocchi, o "matrice partizionata a blocchi", è una matrice scritta in modo da raggrupparne gli elementi in blocchi rettangolari, ovvero descritta tramite sottomatrici della matrice stessa.

## C

### Cartan generalizzata (matrice di)
Una matrice di Cartan generalizzata è una matrice quadrata intera, con elementi pari a 2 sulla diagonale principale, minori o uguali a zero altrimenti, e che può essere scritta come prodotto di una matrice diagonale con una matrice simmetrica.
Vengono utilizzate nel contesto delle algebre di Lie.

### Caratteristica di una matrice
Rango di una matrice

### Cauchy (matrice di)
La matrice di Cauchy di due vettori {\displaystyle x=(x_{1},...,x_{m})} e {\displaystyle y=(y_{1},...,y_{n})} è la matrice m × n di componenti {\displaystyle a_{i,j}=(x_{i}+y_{j})^{-1}}.

### Circolante (matrice)
Una matrice circolante è una matrice quadrata di Toeplitz di ordine n con elementi uguali lungo ognuna delle sue diagonali continue, ovvero per la quale ai,j dipende solo dalla classe di resto di i+j-1 modulo n.

### Cofattore
Il cofattore, o "complemento algebrico", di una matrice quadrata A di ordine n, rispetto alla riga i e alla colonna j, è il suo minore (i,j) (il determinante della matrice ottenuta da A eliminando la riga i e la colonna j), moltiplicato per (-1)i+j.
La matrice dei cofattori di A è la matrice quadrata i cui elementi sono i cofattori di A.
La matrice trasposta della matrice dei cofattori è talvolta detta "aggiunta", anche se questo termine è usato di solito per indicare la trasposta coniugata.

### Colonna
Una colonna di una matrice è un vettore dato da elementi della matrice disposti su una stessa linea verticale, ovvero con lo stesso secondo indice; la colonna j di {\displaystyle A=(a_{i,j})_{i,j}} è {\displaystyle C_{j}=(a_{i,j})_{i}}.
Una matrice formata da una sola colonna è anche detta vettore colonna.
Ogni matrice m × n può essere scritta a blocchi tramite le proprie colonne: A=(C1, C2, ..., Cn).
Le colonne di una matrice quadrata sono vettori linearmente indipendenti se e solo se il determinante della matrice non è 0.

### Compagna (matrice)
La matrice compagna di un polinomio monico P di grado n è la matrice quadrata di ordine n avente 1 sulla prima sovradiagonale, i coefficienti del polinomio cambiati di segno sull'ultima riga e 0 altrove.
Questa matrice viene costruita in modo da avere il polinomio minimo e il polinomio caratteristico pari a P; in particolare, i suoi autovalori sono le radici di P.
Per ogni radice λ di P, il vettore {\displaystyle (1,\lambda ,\lambda ^{2},\ldots ,\lambda ^{n-1})^{t}} è un autovettore di autovalore λ della matrice compagna di P.
Talvolta anche la trasposta della matrice compagna è chiamata con lo stesso nome.

### Complemento algebrico di una matrice
Cofattore

### Componente
La componente, o "elemento", di una matrice è uno degli oggetti che, disposti a rettangolo, costituiscono la matrice. Solitamente è indicato con una lettera minuscola con due indici per la riga e la colonna: ai,j è la componente sulla riga i e sulla colonna j.

### Coniugata complessa (matrice)
La matrice coniugata complessa, o semplicemente "coniugata", di una matrice {\displaystyle A=(a_{i,j})_{i,j}} a coefficienti complessi è la matrice i cui elementi sono i coniugati complessi degli elementi di A: {\displaystyle {\overline {A}}=({\overline {a_{i,j}}})_{i,j}}.
Talvolta viene utilizzata anche la notazione più ambigua {\displaystyle A^{*}} (utilizzata anche per la matrice aggiunta).

### Coniugata hermitiana (matrice)
Aggiunta (matrice)

### Coxeter (matrice di)
Una matrice di Coxeter è una matrice simmetrica intera con elementi non negativi, e pari a 1 sulla diagonale. Viene utilizzata per descrivere i gruppi di Coxeter, definiti da generatori ri con le relazioni {\displaystyle (r_{i}r_{j})^{a_{i,j}}}.

## D

### Definita positiva (matrice)
Una matrice definita positiva è una matrice quadrata, simmetrica in campo reale o hermitiana in campo complesso, con tutti gli autovalori reali positivi. Le matrici definite positive hanno proprietà analoghe a quelle dei numeri reali positivi.

### Densa (matrice)
Una matrice densa è una matrice con "pochi" elementi pari a 0.
Una matrice con "molti" elementi pari a 0 è invece una matrice sparsa.

### Determinante
Il determinante, indicato det e talvolta più ambiguamente {\displaystyle |\cdot |}, è una funzione che associa ad ogni matrice quadrata un numero che ne sintetizza alcune proprietà algebriche.
Se la matrice indica una trasformazione lineare su uno spazio vettoriale, i volumi degli oggetti vengono modificati di un fattore pari al valore assoluto del determinante, e orientati secondo il suo segno.
Il determinante è anche utilizzato nello studio e nella risoluzione dei sistemi di equazioni lineari: una matrice con determinante invertibile è invertibile e il relativo sistema di equazioni lineari ha una ed una sola soluzione.
A titolo di esempio:
- per matrici di ordine 1, {\displaystyle \det(A)=a_{1,1}};
- per matrici di ordine 2, {\displaystyle \det(A):=a_{1,1}a_{2,2}-a_{2,1}a_{1,2}};
- per matrici di ordine 3,{\displaystyle \det(A):=a_{1,1}a_{2,2}a_{3,3}+a_{1,3}a_{3,2}a_{2,1}+a_{1,2}a_{2,3}a_{3,1}-a_{1,3}a_{2,2}a_{3,1}-a_{1,1}a_{2,3}a_{3,2}-a_{1,2}a_{2,1}a_{3,3}}.

### Diagonale
La diagonale principale, o semplicemente "diagonale", di una matrice quadrata è la linea che va dall'angolo in alto a sinistra all'angolo in basso a destra; gli elementi su di essa sono della forma {\displaystyle a_{i,i}}.
Le sovradiagonali e le sottodiagonali (codiagonali) sono le linee parallele alla diagonale, poste sopra o sotto di essa.
La diagonale secondaria di una matrice quadrata di ordine n è l'altra sua diagonale, la linea che va dall'angolo in basso a sinistra all'angolo in alto a destra, e passa per gli elementi {\displaystyle a_{i,n-i}}.

### Diagonale (matrice)
Una matrice diagonale è una matrice quadrata con solo 0 fuori dalla propria diagonale principale. È contemporaneamente triangolare superiore e inferiore.
Il determinante di una matrice diagonale è pari al prodotto di tutti gli elementi sulla sua diagonale principale.

### Diagonali costanti (matrice a)
Toeplitz (matrice di)

### Diagonalizzabile (matrice)
Una matrice diagonalizzabile è una matrice quadrata trasformabile, tramite una trasformazione affine invertibile, in una matrice diagonale, ovvero è una matrice che possiede un insieme completo di autovettori linearmente indipendenti.

### Dimensioni di una matrice
Le dimensioni di una matrice sono il numero delle sue righe e quello delle sue colonne. Solitamente si denotano come {\displaystyle m\times n}, dove m è il numero di righe ed n è il numero di colonne.

## E

### Elemento
Componente

### Emihermitiana (matrice)
Antihermitiana (matrice)

### Emisimmetrica (matrice)
Antisimmetrica (matrice)

### Esponenziale (matrice)
La matrice esponenziale, o "esponenziale di matrice", è una funzione analoga alla funzione esponenziale, che associa ad una matrice quadrata A la matrice ottenuta tramite la serie di potenze {\displaystyle e^{A}=\sum _{k\geqslant 0}{\frac {1}{k!}}A^{k}}. Per le matrici di ordine 1 l'esponenziale di matrice si comporta come l'esponenziale.
La matrice esponenziale è molto utilizzata nelle applicazioni di teoria dei sistemi per i controlli automatici.

## F

### Filbert (matrice di)
Una matrice di Filbert è una matrice quadrata con elementi ai,j = 1/F(i + j - 1), dove F(n) è l'n-simo elemento della serie di Fibonacci. In particolare è una matrice di Hankel.
Le matrici di Filbert hanno alcune proprietà in comune con le matrici di Hilbert.

### Fondamentale (matrice)
La matrice fondamentale di n funzioni derivabili n-1 volte, f1, ..., fn, è la matrice quadrata in cui le righe sono formate dalle derivate successive delle funzioni stesse, dall'ordine 0 all'ordine n - 1: {\displaystyle a_{i,j}=D^{i-1}f_{j}}
Il suo determinante è detto wronskiano ed è utilizzato per determinare l'indipendenza lineare delle funzioni f1, ..., fn.

### Frobenius (matrice di)
Una matrice di Frobenius è una matrice quadrata i cui elementi sono 1 sulla diagonale principale e 0 altrove, con l'eccezione degli elementi di una colonna che stanno sotto la diagonale principale, ovvero della forma A=I+B dove I è la matrice unità e B è una matrice triangolare inferiore con una sola colonna non nulla.
Ogni matrice di Frobenius A=I+B è invertibile e la sua inversa è ancora una matrice di Frobenius, con gli elementi fuori dalla diagonale cambiati di segno: (I+B)-1=I-B.
Le matrici di Frobenius rappresentano le trasformazioni di Gauss utilizzate nel metodo di eliminazione di Gauss.

## G

### Gell-Mann (matrici di)
Le matrici di Gell-Mann sono un insieme di generatori infinitesimali del gruppo unitario speciale di grado 3, SU(3), dotati di particolari relazioni.
Sono utilizzate nello studio della fisica delle particelle elementari in quanto descrivono il cambiamento della carica di colore dei quark.

## H

### Hadamard (matrice di)
Una matrice di Hadamard è una matrice quadrata di ordine n con tutti gli elementi uguali a {\displaystyle +1} o {\displaystyle -1}, la cui inversa è uguale alla trasposta divisa per n. Equivalentemente, le righe della matrice sono vettori tra loro ortogonali.
Le matrici di Hadamard sono utilizzate per codici volti alla correzione di errori e per calcoli statistici.
Esempi di matrici di Hadamard sono date dalla costruzione per ricorsione di Sylvester: se H è una matrice di Hadamard, allora lo è anche
{\displaystyle H_{1}\otimes H={\begin{pmatrix}1&0\\0&1\end{pmatrix}}\otimes H{\begin{pmatrix}H&O\\O&H\end{pmatrix}}}
In particolare sono matrici di Hadamard le matrici {\displaystyle H_{k}=H_{1}^{\otimes k}=H_{1}\otimes H_{k-1}} di ordine 2k.

### Hankel (matrice di)
Una matrice di Hankel è una matrice quadrata A=(ai,j) i cui elementi ai,j dipendono solo da i+j, ovvero è una matrice con elementi uguali su ogni linea parallela alla diagonale secondaria.
Per ogni successione {b1, ..., b2n-1} si può costruire una matrice di Henkel di ordine n, con aij=bi+j-1.
Una matrice in cui ai,j dipende solo da i-j è invece detta matrice di Toeplitz.

### Hermitiana (matrice)
Autoaggiunta (matrice)

### Hessenberg (matrice di)
Una matrice di Hessenberg, superiore o inferiore, è una matrice quadrata "quasi" triangolare: ha nulli tutti gli elementi aij con rispettivamente i > j+1 oppure j > i+1. In altri termini, una matrice di Hessenberg superiore (o inferiore) ha nulli tutti i termini sotto la prima sottodiagonale, o sopra la prima sovradiagonale.

### Hessiana (matrice)
La matrice hessiana di una funzione {\displaystyle f} di più variabili, derivabile almeno due volte, è la matrice quadrata delle derivate parziali di secondo ordine della funzione: {\displaystyle a_{i,j}={\frac {\partial ^{2}f}{\partial x_{i}\partial x_{j}}}}.

### Hilbert (matrice di)
Una matrice di Hilbert è una matrice quadrata con elementi ai,j = (i + j - 1)-1. In particolare, è una matrice di Hankel.

## I

### Identità (matrice)
La matrice identità, o matrice identica, o matrice unità, è una matrice quadrata i cui elementi sono 1 sulla diagonale principale e 0 altrove. In particolare è una matrice diagonale.
La matrice identità è l'elemento neutro per l'operazione di moltiplicazione fra matrici, ed è solitamente indicata con I oppure In, dove n è il suo ordine.

### Intera (matrice)
Una matrice intera è una matrice i cui elementi sono tutti numeri interi.

### Inversa (matrice)
La matrice inversa di una matrice quadrata A è il suo elemento inverso per l'operazione di composizione, ovvero una matrice A-1B tale che AB=I (e BA=I), dove I è la matrice unità.

### Invertibile (matrice)
Una matrice quadrata è invertibile se possiede una matrice inversa (l'elemento inverso per l'operazione di composizione).
Una matrice è invertibile se e solo se il suo determinante è invertibile.

## J

### Jacobiana (matrice)
La matrice jacobiana di m funzioni in n variabili, f1, ..., fn, derivabili, è la matrice m × n delle loro derivate parziali: {\displaystyle a_{i,j}={\frac {\partial f_{i}}{\partial x_{j}}}}.

### Jury(matrice di)
Permette di verificare se le radici di un polinomio hanno tutte modulo minore di uno.

## M

### Matrice
Una matrice è un insieme di "oggetti", rappresentato come una tabella rettangolare. Solitamente vengono scelti come oggetti gli elementi di un anello, o di un campo.

### Minore
Un minore di una matrice A è il determinante di una sottomatrice quadrata di A, ottenuta eliminandone alcune righe e colonne.
Il minore di una matrice quadrata, ottenuto eliminando la riga i e la colonna j è solitamente detto minore (i,j).
I minori sono utilizzati per calcolare il rango di una matrice.

### M-matrice
Una M-matrice è una Z-matrice (matrice quadrata con elementi reali minori o uguali a zero, eccetto quelli sulla diagonale principale) i cui autovalori hanno parte reale positiva.
L'inversa di una M-matrice, se esiste, è una matrice non negativa.
Prende il nome da Hermann Minkowski.

### Markov (matrice di)
La matrice di transizione o matrice di Markov per un processo markoviano discreto è la matrice generata dalle probabilità di transizione in k passi:
{\displaystyle \mathbf {P} _{n}^{(k)}:={\begin{bmatrix}P_{0,0}^{n,k}&\cdots &P_{0,N}^{n,k}\\\vdots &\ddots &\vdots \\P_{N,0}^{n,k}&\cdots &P_{N,N}^{n,k}\end{bmatrix}}}
Dove N è la cardinalità dell'insieme degli stati e n è l'istante attuale. Costituisce quindi una variante della matrice delle adiacenze per i grafi semplici.

## N

### Nullspace
Il nullspace associato ad una matrice è un sottospazio vettoriale che prende anche il nome di annullatore in quanto rispetto ad una matrice A verifica l'equazione: AX=O
dunque il nullspace si indica come:
A ∈ Rm,n , O ∈ Rm,1 (matrice nulla), X ∈ Rn,1
N(A)={X ∈ Rn | AX=O}
Se la matrice A è associata ad un'applicazione lineare, N(A) ≡ Ker[f(x)]

### Non negativa (matrice)
Una matrice non negativa è una matrice i cui elementi sono numeri reali non negativi: aij≥0.
Alcune proprietà delle matrici non negative sono descritte dal teorema di Perron-Frobenius.

### Normale (matrice)
Una matrice normale è una matrice quadrata a valori complessi che commuta con la propria aggiunta, ovvero A* A = A A*
Ogni matrice normale soddisfa le ipotesi del teorema spettrale.

### Nulla (matrice)
Una matrice nulla, o matrice zero, è una matrice che ha tutti gli elementi pari a 0. Viene talvolta indicata O o Om,n (se è di dimensioni m x n).
Le matrici nulle sono gli elementi neutri per la somma di matrici.
Il prodotto di una matrice per una matrice nulla è ancora una matrice nulla.

## O

### Ordine di una matrice
L'ordine di una matrice m × n è la coppia (m,n) delle sue dimensioni (righe e colonne). L'ordine di una matrice quadrata n × n è anche il singolo numero n.

### Orlo di una matrice
L'orlo di una matrice è dato dalle sue righe e dalle sue colonne più esterne, ovvero le prime e le ultime.
Le sottomatrici di A ottenute eliminandone solo righe e colonne esterne sono orlate da A.

### Ortogonale (matrice)
Una matrice ortogonale è una matrice quadrata con coefficienti reali, che è inversa della propria trasposta: A-1 = At, ovvero {\displaystyle AA^{t}=A^{t}A=I}.
Equivalentemente, A è un'isometria dello spazio euclideo, ovvero è un cambiamento di base tra due basi ortonormali. In particolare le righe (e le colonne) della matrice formano una base ortonormale di {\displaystyle \mathbb {R} ^{n}}.

## P

### Partizionata a blocchi (matrice)
Blocchi (matrice a)

### Payoff (matrice)
Bimatrice

### Permutazione (matrice di)
Una matrice di permutazione, o "permutativa", è una matrice quadrata di ordine n che rappresenta una permutazione di n elementi. In particolare, in ogni sua riga ed in ogni sua colonna c'è uno ed un solo elemento non nullo, 1. Il determinante di una matrice di permutazione è pari al segno della permutazione.
Una matrice di permutazione, o "permutativa", generalizzata non richiede invece che gli elementi non nulli siano pari a 1: è una matrice che possiede al più un elemento non nullo in ogni riga ed in ogni colonna.

### Persimmetrica (matrice)
Una matrice persimmetrica è una matrice quadrata che è simmetrica rispetto alla propria diagonale secondaria: ai,j=an-j+1,n-i+1.

### Pick (matrice di)
Una matrice di Pick è una matrice che viene utilizzata nello studio di problemi di interpolazione di funzioni analitiche. Dati tre vettori complessi u, v ed f in {\displaystyle \mathbb {C} ^{n}}, con gli elementi di f di norma minore di 1 (||fi||<1) la matrice di Pick relativa è una matrice quadrata di ordine n con elementi
{\displaystyle a_{i,j}={\frac {||u_{i}||-||v_{j}||}{1-{\overline {f}}_{i}f_{j}}}}

### Polinomio caratteristico
Il polinomio caratteristico di una matrice quadrata A è il polinomio monico in X pari al determinante della matrice XIn-A, dove I è la matrice identità.
Le radici del polinomio caratteristico di A sono tutti e soli gli autovalori di A: sono infatti i valori λ per cui det(λI-A)=0, ovvero per i quali esiste un vettore non nullo v con λv=Av.

### Positiva (matrice)
Una matrice positiva è una matrice i cui elementi sono numeri reali positivi: aij>0.

### Probabilità di transizione (matrice delle)
La matrice delle probabilità di transizione di un processo stocastico di Markov (cioè "privo di memoria") a n stati è una matrice quadrata di ordine n i cui elementi esprimono la probabilità di passare da uno stato ad un altro in due istanti successivi (probabilità condizionata):
{\displaystyle a_{i,j}=P(X_{t+1}=x_{i}|X_{t}=j)}

### Prodotto di Kronecker
Il prodotto di Kronecker di due matrici A=(ai,j)i,j e B=(bk,l)k,l, di rispettive dimensioni m x n e p x q, è una matrice C=A⊗B di ordine mp x nq, esprimibile in forma a blocchi (ai,jB)i,j, ovvero con elementi
{\displaystyle c_{pi+k,qj+l}=a_{i,j}b_{k,l}}
Il prodotto di Kronecker è bilineare e associativo. È un caso particolare di prodotto tensoriale.

### Prodotto per scalare
Una matrice A a elementi in un campo può essere moltiplicata per un elemento λ del campo (uno scalare) come un vettore: ogni elemento di A viene moltiplicato per λ.
Il prodotto della matrice A per lo scalare λ è {\displaystyle \lambda A=\lambda (a_{i,j})_{i,j}=(\lambda a_{i,j})_{i,j}}.

### Prodotto scalare
Il prodotto scalare fra due vettori di uno spazio vettoriale definito su un campo è una funzione bilineare che associa a due vettori v e w uno scalare (un elemento del campo stesso) <v,w>.
L'usuale prodotto scalare tra vettori v e w è {\displaystyle v\cdot w=\langle v,w\rangle =\sum _{i}v_{i}w_{i}=v_{1}w_{1}+v_{2}w_{2}+\ldots }
Il prodotto scalare può essere generalizzato da una forma bilineare simmetrica, che può essere definita tramite una matrice simmetrica M come {\displaystyle \langle v,w\rangle =v^{t}Mw}. Prendendo M=I la matrice unità, si ottiene il prodotto scalare usuale.

### Prodotto tra matrici
Il prodotto tra due matrici A e B, di rispettive dimensioni m x l e l x n ed entrambe con elementi in un anello, è una matrice C=AB di dimensioni m x n con elementi della forma
{\displaystyle c_{i,j}=\sum _{k=1}^{l}a_{i,k}b_{k,j}=a_{i,1}b_{1,j}+a_{i,2}b_{2,j}+\cdots +a_{i,l}b_{l,j}}.
L'elemento nella riga i e nella colonna j del prodotto AB è, in altri termini, il prodotto scalare tra la riga i di A e la colonna j di B (ovvero la somma dei prodotti dei loro rispettivi elementi, ordinati). Per questo motivo il prodotto tra matrici viene talvolta memorizzato come "prodotto righe per colonne".
Questo prodotto tra matrici è definito solo quando A e B hanno dimensioni compatibili, ovvero quando il numero di colonne di A è pari al numero di righe di B.
Il prodotto tra matrici è associativo ed è distributivo rispetto alla somma, ma non è commutativo.
Il prodotto tra matrici è compatibile con le trasformazioni lineari, ovvero la matrice associata alla composizione di due trasformazioni lineari è il prodotto delle due matrici associate alle singole trasformazioni: {\displaystyle M_{f\circ g}=M_{f}M_{g}}.
Le matrici quadrate di ordine n sono un anello con questo prodotto e con la somma elemento per elemento.
Le matrici unità I sono elementi neutri del prodotto tra matrici; il prodotto di una matrice per una matrice nulla O è ancora una matrice nulla.

## Q

### Quadrata (matrice)
Una matrice quadrata è una matrice con tante righe quante colonne, ovvero di pari dimensioni n × n. La dimensione n è anche detta ordine (che non coincide con l'ordine moltiplicativo).
Le matrici quadrate di ordine n con elementi in un anello sono a loro volta un anello, in genere non commutativo.
Le matrici quadrate di ordine n con elementi in un anello commutativo sono un'algebra associativa.

## R

### Rango di una matrice
Il rango di una matrice è il massimo numero di sue colonne linearmente indipendenti, ed anche il massimo numero di sue righe linearmente indipendenti.
In particolare, il rango di una matrice è anche il massimo degli ordini delle sue sottomatrici quadrate invertibili.

### Rappresentativa di sezioni coniche (matrici)
Ad ogni equazione che definisce una conica vengono solitamente associate due matrici quadrate, di ordini 2 e 3 rispettivamente, i determinanti e le tracce dei quali classificano la conica stessa.
La prima matrice, M, fornisce l'equazione della conica tramite l'equazione vMvt, con v=(X,Y,1).
La seconda matrice è orlata dalla prima, e contiene i coefficienti della parte omogenea di grado 2 dell'equazione.

### Riga
Una riga di una matrice è un vettore dato da elementi della matrice disposti su una stessa linea orizzontale, ovvero con lo stesso primo indice; la riga i di {\displaystyle A=(a_{i,j})_{i,j}} è {\displaystyle C_{i}=(a_{i,j})_{j}}.
Una matrice formata da una sola riga è anche detta vettore riga.
Ogni matrice m × n può essere scritta a blocchi tramite le proprie righe: A=(R1, R2, ..., Rn)^t.
Le righe di una matrice quadrata sono vettori linearmente indipendenti se e solo se il determinante della matrice non è 0.

### Routh (matrice di)
Permette di trovare il numero di radici positive e quello di radici negative di un polinomio.

## S

### S (matrice)
Scattering (matrice di)

### Scattering (matrice di)
Una matrice di scattering, o matrice S, è una matrice utilizzata in fisica quantistica per particolari problemi di scattering (urti tra particelle); la matrice S descrive il passaggio tra autostati dell'hamiltoniana libera, dal passato remoto (t=-∞) al futuro remoto (t=∞).

### Simmetrica (matrice)
Una matrice simmetrica è una matrice quadrata invariante per trasposizione, ovvero uguale alla propria matrice trasposta: A=At. In particolare, la matrice è simmetrica rispetto alla propria diagonale principale, e per i suoi elementi vale {\displaystyle a_{i,j}=a_{j,i}}.
Per ogni matrice quadrata A, la matrice A+At è simmetrica.

### Simplettica (matrice)
Una matrice simplettica è una particolare matrice di trasformazione che esprime una trasformazione simplettica di uno spazio vettoriale simplettico (dotato di una forma bilineare antisimmetrica ω non degenere). In particolare la matrice simplettica preserva ω.
Per una base fissata, ω può essere espressa come una matrice quadrata Ω di ordine 2n, e una matrice simplettica è una matrice quadrata A di ordine 2n che soddisfa {\displaystyle A^{t}\Omega A=\Omega }, dove
{\displaystyle \Omega ={\begin{pmatrix}O_{n,n}&I_{n}\\-I_{n}&O_{n,n}\end{pmatrix}}={\begin{pmatrix}0&1\\-1&0\end{pmatrix}}\otimes I_{n}}
e In è la matrice unità di ordine n.

### Singolare (matrice)
Una matrice singolare è una matrice quadrata con determinante uguale a zero, oppure, analogamente, una matrice quadrata il cui rango non è massimo. In particolare, nessuna matrice singolare è invertibile.

### Somma diretta
La somma diretta di due matrici A e B, di rispettive dimensioni m × n e p × q, è una matrice C=A⊕B di ordine (m+p) × (n+q) nella forma (diagonale a blocchi)
{\displaystyle C={\begin{pmatrix}A&O_{m,q}\\O_{p,n}&B\end{pmatrix}}},
dove le O sono matrici di zeri di ordine opportuno.
La somma diretta esprime una trasformazione lineare sulla somma diretta di due spazi vettoriali, V⊕W: {\displaystyle A\oplus B(v,w)=(Av,Bw)}.

### Somma tra matrici
La somma tra due matrici A e B di uguali dimensioni m × n, entrambe con elementi in un gruppo commutativo, è una matrice C=A+B di dimensioni m × n i cui elementi sono ottenuti componendo gli elementi di A e B nelle posizioni corrispondenti (somma termine a termine):
{\displaystyle c_{i,j}=a_{i,j}+b_{i,j}}
L'insieme delle matrici m × n è un gruppo commutativo con l'operazione di somma, con elemento neutro la matrice nulla.

### Sostituzione (matrice di)
In biologia una matrice di sostituzione è una matrice quadrata che descrive il ritmo con cui un carattere di una catena di amminoacidi si trasforma in un altro nel tempo.

### Sottomatrice
Una sottomatrice di una matrice A è una matrice ottenuta eliminando da A alcune righe e colonne.

### Sparsa (matrice)
Una matrice sparsa è una matrice che ha "quasi tutti" gli elementi pari a 0.
Una matrice che ha "pochi" elementi pari a 0 è invece una matrice densa.

### Stocastica (matrice)
Probabilità di transizione (matrice delle)

## T

### Toeplitz (matrice di)
Una matrice di Toeplitz è una matrice quadrata A=(aij) i cui elementi aij dipendono solo da i-j, ovvero è una matrice con elementi uguali su ogni linea parallela alla diagonale principale.
Per ogni successione (b1, ..., b2n-1) si può costruire una matrice di Toeplitz di ordine n, con ai,j=bi-j+n+1.
Una matrice in cui ai,j dipende solo da i+j è invece detta matrice di Hankel.

### Totalmente positiva (matrice)
Una matrice totalmente positiva è una matrice che ha tutti i minori (i determinanti delle sottomatrici quadrate) reali positivi.
Tali matrici sono usate per generare i punti di riferimento delle curva di Bézier nella computer grafica.

### Traccia
La traccia di una matrice quadrata è la somma degli elementi sulla sua diagonale principale:
{\displaystyle {\text{Tr}}(A)=\sum _{i}a_{i,i}=a_{1,1}+a_{2,2}\ldots }
La traccia è additiva ed è invariante per coniugio e trasposizione: Tr(A+B)=Tr(B+A), Tr(AB)=Tr(BA), Tr(At)=Tr(A).
In particolare, la traccia di una matrice è pari alla somma dei suoi autovalori, contati con molteplicità.

### Transizione (matrice di)
Probabilità di transizione (matrice delle)

### Trasformazione (matrice di)
Associata ad una trasformazione (matrice)

### Trasformazione di Gauss
Frobenius (matrice di)

### Trasposta (matrice)
La matrice trasposta di una matrice A di dimensioni m × n è una matrice At di dimensioni n × m ottenuta scambiando le righe e le colonne di A=(ai,j)i,j: At=(ai,j)j,i.
L'operazione di trasposizione è un'involuzione e inverte il prodotto: {\displaystyle (A^{t})^{t}=A}, {\displaystyle (AB)^{t}=B^{t}A^{t}}.
Una matrice quadrata è simmetrica se At=A, antisimmetrica se At=-A. In particolare, ogni matrice quadrata A (con elementi in un campo di caratteristica diversa da 2) è somma di una matrice simmetrica (A+At)/2 e di una matrice antisimmetrica (A-At)/2.

### Trasposta coniugata (matrice)
Aggiunta (matrice)

### Triangolare (matrice)
Una matrice triangolare, superiore o inferiore, è una matrice quadrata che ha nulli tutti gli elementi al di sotto, o al di sopra, della propria diagonale principale: ai,j=0 se i<j, oppure se i>j.
Una matrice triangolare normata è una matrice triangolare che ha 1 su tutta la diagonale.
Una matrice triangolare in senso stretto è una matrice triangolare che ha 0 su tutta la diagonale.
Gli autovalori di una matrice triangolare sono i valori sulla sua diagonale. In particolare, il determinante di una matrice triangolare è il prodotto dei valori sulla sua diagonale.
Ogni matrice quadrata può essere portata in forma triangolare tramite le mosse di Gauss.
La matrice trasposta di una matrice triangolare superiore è una matrice triangolare inferiore, e viceversa.
Il prodotto di due matrici triangolari (entrambe superiori o inferiori) è ancora una matrice triangolare, normata se o sono i due fattori, in senso stretto se lo è almeno uno dei due.

### Tridiagonale (matrice)
Una matrice tridiagonale è una matrice quadrata con valori nulli fuori dalla diagonale principale e dalle diagonali immediatamente sopra e sotto di essa. In particolare è una matrice a banda 3.

## U

### Unimodulare (matrice)
Una matrice unimodulare è una matrice quadrata intera e determinante pari a 1 o a -1, ovvero la cui inversa ha elementi interi. In particolare, ogni sistema Mx=v, con M unimodulare e v a coefficienti interi ha soluzione x a coefficienti interi.
L'insieme delle matrici unimodulari di ordine n è il gruppo {\displaystyle GL_{n}(\mathbb {Z} )}.
Una matrice totalmente unimodulare è una matrice (non necessariamente quadrata) le cui sottomatrici quadrate sono singolari oppure unimodulari, ovvero hanno determinante 0, 1, oppure -1. In particolare, tutti i suoi elementi sono in {-1,0,1}.

### Unitaria (matrice)
Una matrice unitaria è una matrice quadrata con elementi complessi, che è inversa della propria aggiunta (trasposta coniugata): A* = A-1, ovvero {\displaystyle AA^{*}=A^{*}A=I}.
Le matrici unitarie estendono il concetto di matrice ortogonale agli spazi vettoriali sul campo dei complessi: una matrice con elementi reali è unitaria se e solo se è ortogonale (l'aggiunta è uguale alla trasposta).

## V

### Vandermonde (matrice di)
Una matrice di Vandermonde è una matrice le cui righe (o colonne) hanno elementi in progressione geometrica a partire da 1: {\displaystyle a_{i,j}=\alpha _{i}^{j-1}}.

### Vettore-matrice
Zorn (matrice di)

## W

### Walsh (matrice di)
Una matrice di Walsh è una matrice quadrata di ordine 2k che ha solo 1 e -1 come elementi e le cui righe (e colonne) sono tra loro ortogonali.
Riordinando le righe e le colonne di una matrice di Walsh si ottiene ancora una matrice di Walsh. Esempi di matrici di Walsh sono le matrici di Hadamard.
Le matrici di Walsh sono utilizzate in teoria dell'informazione per produrre codici ortogonali.

### Wronskiano
Fondamentale (matrice)

## Z

### Zero (matrice)
Nulla (matrice)

### Zorn (matrice di)
Una matrice di Zorn, o vettore matrice, è una rappresentazione, visivamente simile a una matrice, degli ottonioni (o ottetti di Cayley), descritti tramite due numeri complessi e due vettori complessi in tre dimensioni.
La composizione di due matrici di Zorn non è associativa, come non lo è la composizione tra ottonioni.